# Rotterdam Open 2017 - Doppio
Il doppio del Rotterdam Open 2017 è stato un torneo di tennis facente parte dell'ATP World Tour 2017.
Nicolas Mahut e Vasek Pospisil sono i detentori del titolo ma Pospisil ha deciso di non partecipare. Mahut ha fatto coppia con Pierre-Hugues Herbert perdendo in semifinale contro Ivan Dodig e Marcel Granollers.
Il torneo è stato vinto da Dodig e Granollers, che hanno sconfitto in finale Wesley Koolhof e Matwé Middelkoop con il punteggio di 7–6(5), 6–3.

## Teste di serie
1. Nicolas Mahut /  Pierre-Hugues Herbert (semifinale)
2. Feliciano López /  Marc López (quarti di finale)

1. Ivan Dodig /  Marcel Granollers (campioni)
2. Łukasz Kubot /  Marcelo Melo (quarti di finale)

## Qualificati
1. Tallon Griekspoor /  Niels Lootsma (primo turno)

## Wildcard
1. Robin Haase /  Glenn Smits (primo turno)

1. Wesley Koolhof /  Matwé Middelkoop (finale)

## Tabellone

### Legenda
| - Q = Qualificato - WC = Wild card - LL = Lucky loser | - ALT = Alternate - SE = Special Exempt - PR = Protected Ranking | - w/o = Walkover - r = Ritirato - d = Squalificato |

|  | Primo turno               | Primo turno               | Primo turno             | Primo turno | Primo turno |  |  | Quarti di finale | Quarti di finale       | Quarti di finale       | Quarti di finale     | Quarti di finale     |   |   | Semifinali | Semifinali             | Semifinali             | Semifinali             | Semifinali             |    |   | Finale | Finale | Finale | Finale | Finale |  |
|  |                           |                           |                         |             |             |  |  |                  |                        |                        |                      |                      |   |   |            |                        |                        |                        |                        |    |   |        |        |        |        |        |  |
|  | 1                         | P-H Herbert N Mahut       | P-H Herbert N Mahut     | 6           | 7           |  |  |                  |                        |                        |                      |                      |   |   |            |                        |                        |                        |                        |    |   |        |        |        |        |        |  |
|  |                           | M Čilić N Zimonjić        | M Čilić N Zimonjić      | 4           | 5           |  |  | 1                | P-H Herbert N Mahut    | 4                      | 7                    | [10]                 |   |   |            |                        |                        |                        |                        |    |   |        |        |        |        |        |  |
|  | P Kohlschreiber D Thiem   | P Kohlschreiber D Thiem   | P Kohlschreiber D Thiem | 2           | 1           |  |  |                  | M Pavić A Peya         | 6                      | 6                    | [6]                  |   |   |            |                        |                        |                        |                        |    |   |        |        |        |        |        |  |
|  | M Pavić A Peya            | M Pavić A Peya            | M Pavić A Peya          | 6           | 6           |  |  |                  |                        |                        |                      |                      |   |   | 1          | P-H Herbert N Mahut    | P-H Herbert N Mahut    | 3                      | 4                      |    |   |        |        |        |        |        |  |
|  | 3                         | I Dodig M Granollers      | I Dodig M Granollers    | 7           | 6           |  |  |                  |                        | 3                      | I Dodig M Granollers | I Dodig M Granollers | 6 | 6 |            |                        |                        |                        |                        |    |   |        |        |        |        |        |  |
|  |                           | G Dimitrov L Pouille      | G Dimitrov L Pouille    | 5           | 1           |  |  | 3                | I Dodig M Granollers   | I Dodig M Granollers   | 6                    | 6                    |   |   |            |                        |                        |                        |                        |    |   |        |        |        |        |        |  |
|  |                           | T Berdych R Bopanna       | T Berdych R Bopanna     | 6           | 6           |  |  |                  | T Berdych R Bopanna    | T Berdych R Bopanna    | 3                    | 4                    |   |   |            |                        |                        |                        |                        |    |   |        |        |        |        |        |  |
|  | WC                        | R Haase G Smits           | R Haase G Smits         | 2           | 2           |  |  |                  |                        |                        |                      |                      |   |   | 3          | I Dodig M Granollers   | I Dodig M Granollers   | 7                      | 6                      |    |   |        |        |        |        |        |  |
|  |                           | A Zverev M Zverev         | A Zverev M Zverev       | 3           | 4           |  |  |                  |                        |                        |                      |                      |   |   |            |                        | WC                     | W Koolhof M Middelkoop | W Koolhof M Middelkoop | 65 | 3 |        |        |        |        |        |  |
|  | WC                        | W Koolhof M Middelkoop    | W Koolhof M Middelkoop  | 6           | 6           |  |  | WC               | W Koolhof M Middelkoop | W Koolhof M Middelkoop | 7                    | 6                    |   |   |            |                        |                        |                        |                        |    |   |        |        |        |        |        |  |
|  |                           | D Goffin F Verdasco       | D Goffin F Verdasco     | 1           | 64          |  |  | 4                | Ł Kubot M Melo         | Ł Kubot M Melo         | 62                   | 3                    |   |   |            |                        |                        |                        |                        |    |   |        |        |        |        |        |  |
|  | 4                         | Ł Kubot M Melo            | Ł Kubot M Melo          | 6           | 7           |  |  |                  |                        |                        |                      |                      |   |   | WC         | W Koolhof M Middelkoop | W Koolhof M Middelkoop | 6                      | 6                      |    |   |        |        |        |        |        |  |
|  | D Nestor É Roger-Vasselin | D Nestor É Roger-Vasselin | 7                       | 3           | [9]         |  |  |                  |                        |                        | J-J Rojer H Tecău    | J-J Rojer H Tecău    | 4 | 3 |            |                        |                        |                        |                        |    |   |        |        |        |        |        |  |
|  | J-J Rojer H Tecău         | J-J Rojer H Tecău         | 64                      | 6           | [11]        |  |  |                  | J-J Rojer H Tecău      | J-J Rojer H Tecău      | 6                    | 6                    |   |   |            |                        |                        |                        |                        |    |   |        |        |        |        |        |  |
|  | Q                         | T Griekspoor N Lootsma    | T Griekspoor N Lootsma  | 5           | 2           |  |  | 2                | F López M López        | F López M López        | 4                    | 4                    |   |   |            |                        |                        |                        |                        |    |   |        |        |        |        |        |  |
|  | 2                         | F López M López           | F López M López         | 7           | 6           |  |  |                  |                        |                        |                      |                      |   |   |            |                        |                        |                        |                        |    |   |        |        |        |        |        |  |

## Qualificazione

### Teste di serie
1. Dominic Inglot /  Florin Mergea (ultimo turno)

1. Philipp Petzschner /  Aisam-ul-Haq Qureshi (primo turno)

### Qualificati
1. Tallon Griekspoor /  Niels Lootsma

### Tabellone qualificazioni
|  | Primo turno | Primo turno                             | Primo turno                       | Primo turno | Primo turno |  |  | Ultimo turno | Ultimo turno                    | Ultimo turno | Ultimo turno | Ultimo turno |  |
|  |             |                                         |                                   |             |             |  |  |              |                                 |              |              |              |  |
|  | 1           | Dominic Inglot Florin Mergea            | Dominic Inglot Florin Mergea      | 6           | 6           |  |  |              |                                 |              |              |              |  |
|  | PR          | Andre Begemann Jan-Lennard Struff       | Andre Begemann Jan-Lennard Struff | 3           | 3           |  |  | 1            | Dominic Inglot Florin Mergea    | 6            | 3            | [11]         |  |
|  | WC          | Tallon Griekspoor Niels Lootsma         | 6                                 | 3           | [10]        |  |  | WC           | Tallon Griekspoor Niels Lootsma | 4            | 6            | [13]         |  |
|  | 2           | Philipp Petzschner Aisam-ul-Haq Qureshi | 4                                 | 6           | [8]         |  |  |              |                                 |              |              |              |  |